# Gallegos (Mieres)
Gallegos (oficialmente, en asturiano, Gaḷḷegos) es una parroquia asturiano del concejo de Mieres, España, y una aldea de dicha parroquia.

## Geografía
El término parroquial tiene una superficie de 10,33 km² y está situado en la ladera sur del cordal de Gallegos y con vistas a la sierra del Aramo y a los montes de Aller. En el año 2016 estaban empadronadas en él 256 personas.
La aldea de Gallegos está situada a una altitud de 440 m y dista 9,3 km de la villa de Mieres, capital del concejo, con 37 habitantes empadronados en 2016.

## Localidades
Según el nomenclátor de 2016, la parroquia comprende las localidades de Cangas de Abajo (Canga Fondera, oficialmente, en asturiano), Cangas de Arriba 
(Canga Cimera), Cenera, Forniellos (Los Fornieḷḷos), Foz, Gallegos (Gaḷḷegos), Villaestremeri (Vistrimir), Villar de Gallegos (Viḷḷar), La Fabariega (La Fariega) y Llandebustio (Ḷḷandegustio).

## Toponimia
Su nombre se debe a que su origen se relaciona con un grupo de monjes gallegos que se establecieron en el lugar en el siglo XVII.

## Museo etnográfico
Cuenta desde hace años con un Museo etnográfico, instalado desde el día 3 de abril de 2009 (anteriormente lo estaba en la antigua escuela del pueblo) en la casa más antigua de la localidad. En el dintel de su puerta figura grabado el año 1666, que posiblemente sea el año de su fundación.

## Historia
Fue declarado en el año 1974 "Pueblo más bonito de Asturias".

## Arquitectura
La arquitectura de sus edificaciones es la típica asturiana: casas con corredor entre las que destaca la casa rectoral a la entrada del pueblo, una casa solariega: la de los Miranda, de unos 3 siglos de antigüedad, la iglesia parroquial y varios hórreos y paneras centenarios.